# مزاعم فساد ورشوة تتعلق بكأس العالم لكرة القدم 2022
كانت هناك مزاعم بالرشوة والفساد في عملية اختيار كأس العالم 2022 والتي شملت أعضاء اللجنة التنفيذية للاتحاد الدولي لكرة القدم. كانت هناك مزاعم عديدة حول الرشوة بين لجنة ملف قطر وأعضاء الفيفا والمسؤولين التنفيذيين، وقد سُجل لاحقًا أن بعضهم -بما في ذلك ثيو زوانزيجر وسيب بلاتر- نادمون على منح قطر حق استضافة البطولة.

## 2011
في مايو/أيار 2011، أثارت مزاعم الفساد بين كبار مسؤولي الفيفا تساؤلات حول شرعية تنظيم كأس العالم في قطر. وبحسب نائب الرئيس آنذاك جاك وارنر ، تم نشر رسالة إلكترونية تتحدث عن احتمال أن تكون قطر قد "اشترت" كأس العالم 2022 من خلال الرشوة عبر محمد بن همام الذي كان رئيس الاتحاد الآسيوي لكرة القدم في ذلك الوقت. ونفى المسؤولون القطريون في فريق ملف استضافة كأس العالم 2022 ارتكاب أي مخالفات.

## 2014–2015
في مارس/آذار 2014، زُعم أن شركة مرتبطة بحملة قطر الناجحة دفعت لعضو اللجنة جاك وارنر وعائلته ما يقرب من 2 مليون دولار. وذكرت ديلي تلغراف أنها علمت أن مكتب التحقيقات الفيدرالي الأمريكي (FBI) يحقق مع وارنر وارتباطاته المزعومة بالملف القطري.
في الأول من يونيو/حزيران 2014، زعمت صحيفة صنداي تايمز أنها حصلت على وثائق تتضمن رسائل إلكترونية ورسائل وتحويلات مصرفية تثبت أن بن همام دفع أكثر من 5 مليون دولار أميركي لمسؤولي كرة القدم لدعم ملف قطر لاستضافة كأس العالم. وقد نفى بن همام وجميع المتهمين بتلقي الرشوة التهم المنسوبة إليهم.
واجهت قطر ضغوطًا متزايدة بشأن استضافتها لكأس العالم فيما يتعلق بالمزاعم حول الدور الذي لعبه المسؤول الكروي السابق محمد بن همام في تأمين العرض. وزعم موظف سابق في فريق ملف قطر, والذي تم الكشف عن أنها تدعى فيدرا الماجد, أن العديد من المسؤولين الأفارقة حصلوا على 1.5 مليون دولار من قطر. تراجعت عن ادعاءاتها، لكنها قالت لاحقًا إنها أُجبرت على القيام بذلك من قبل مسؤولي الملف القطري.
نشرت صحيفة صنداي تايمز مزاعم الرشوة بناءً على تسريب ملايين الوثائق السرية. دعت خمسة من الرعاة الرئيسيين الستة للاتحاد الدولي لكرة القدم، وهم سوني ، وأديداس ، وفيزا ، وهيونداي ، وكوكا كولا ، الاتحاد الدولي لكرة القدم للتحقيق في هذه الادعاءات.
في قضية فساد الفيفا عام 2015 ، قام مسؤولون سويسريون، يعملون بموجب معلومات من وزارة العدل الأمريكية ، باعتقال العديد من كبار مسؤولي الفيفا في زيورخ بسويسرا واستولوا على سجلات مادية وإلكترونية من المقر الرئيسي للفيفا. وتواصلت الاعتقالات في الولايات المتحدة، حيث تم اعتقال عدد من مسؤولي الاتحاد الدولي لكرة القدم (فيفا)، كما تمت مداهمة مباني الاتحاد. تم إجراء الاعتقالات بناءً على معلومات تفيد بوجود مبلغ لا يقل عن 150 مليون دولارًا فضيحة فساد ورشوة.

## تقرير التحقيق في أخلاقيات الفيفا
في عام 2014، عين الاتحاد الدولي لكرة القدم (فيفا) مايكل جارسيا محققا مستقلا في الأخلاقيات للتحقيق في مزاعم الرشوة ضد روسيا وقطر، الدولتين المضيفتين لكأس العالم 2018 و2022 على التوالي. قام جارسيا بالتحقيق في جميع العروض التسعة والإحدى عشر دولة المشاركة في عروض عامي 2018 و2022 وتحدث إلى جميع الأشخاص المرتبطين بالعروض وناشد الشهود بالتقدم بالأدلة. وفي نهاية التحقيق، قدم جارسيا تقريرا مكونا من 430 صفحة في سبتمبر/أيلول 2015. وبعد شهرين، عينت الهيئة الحاكمة للفيفا القاضي الألماني هانز يواكيم إيكرت الذي قام بمراجعة التقرير وتقديم ملخص له من 42 صفحة. برأ التقرير قطر وروسيا من تهم الرشوة، مشيرا إلى أن قطر "سحبت أسباير إلى فلك العرض بشكل كبير" لكنها لم "تمس نزاهة" عملية العرض بشكل عام. رد مايكل جارسيا على الفور تقريبًا قائلاً إن التقرير "غير مكتمل ماديًا" ويحتوي على "تمثيلات خاطئة للحقائق والاستنتاجات".

## 2020
في يناير/كانون الثاني، نشرت بونيتا ميرسيادس ، وهي مُبلغة من داخل ملف أستراليا لاستضافة كأس العالم 2022، كتابًا زعمت فيه أنه قبل التصويت في ديسمبر/كانون الأول 2010، كان المسؤولون التنفيذيون في الاتحاد الدولي لكرة القدم قلقين بشكل خاص بشأن العجز المالي لعام 2022 إذا تم اختيار قطر، لكن وافقت الجزيرة (التي أصبحت الآن بي إن سبورتس) على صفقة سرية غير مسبوقة لدفع 100 مليون دولار, في حال استضافة قطر للبطولة. وبحسب الكتاب، فإن الصفقة شملت جيروم فالكي ، الأمين العام للاتحاد الدولي لكرة القدم في ذلك الوقت؛ وتم حظر فالكي فيما بعد من ممارسة أي نشاط يتعلق بكرة القدم لمدة تسع سنوات بسبب الفساد. عندما سألت صحيفة ميل أون صنداي قناة بي إن سبورتس عن هذه المزاعم، وصف المتحدث باسمها الدفع بأنه "مساهمات إنتاجية" وهي "ممارسة سوقية قياسية وغالباً ما تفرضها الاتحادات الرياضية وحاملو حقوق الرياضة على المذيعين".
وبحسب وثائق مسربة حصلت عليها صحيفة صنداي تايمز ، عرضت قناة الجزيرة التلفزيونية المملوكة للدولة القطرية سرا 400 مليون دولار إلى الاتحاد الدولي لكرة القدم (فيفا) للحصول على حقوق البث التلفزيوني، وذلك قبل 21 يوما فقط من الفيفا عن فوز قطر باستضافة كأس العالم 2022. كما وثق العقد صفقة تلفزيونية سرية بين الفيفا وقناة الجزيرة المملوكة للدولة في قطر، ان يتم دفع 100 مليون دولار إلى حساب مخصص للفيفا فقط إذا تم اختيار قطر لاستضافة نهائيات كأس العالم في عام 2010. قدمت حكومة دولة قطر 480 مليون دولارًا إضافيًا، بعد مرور ثلاث سنوات على العرض الأولي، ليصل إجمالي المبلغ الذي قدمته قطر إلى 880 مليون دولار. تم تسليم الوثائق إلى الشرطة السويسرية كجزء من تحقيقاتها في الرشوة.
ألقت الشرطة الفرنسية القبض على رئيس الاتحاد الأوروبي لكرة القدم السابق ميشيل بلاتيني في 18 يونيو 2019 فيما يتعلق بمنح قطر حق استضافة كأس العالم 2022. تم اعتقاله في مكتب مكافحة الفساد التابع للشرطة القضائية خارج باريس. ويمثل الاعتقال أول خطوة علنية كبيرة في التحقيق في قرار قطر الذي فتحه قبل عامين مكتب المدعي العام الفرنسي، المسؤول عن إنفاذ القانون ضد الجرائم المالية الخطيرة.